# شياو لين
شياو لين (بالصينية: 肖琳) هي منافسة ألعاب القوى صينية، ولدت في 22 فبراير 1978.

## وصلات خارجية
- شياو لين على موقع الاتحاد الدولي لألعاب القوى (الإنجليزية)